# Dikumarol
A dikumarol (INN: dicoumarol) a K-vitamin-mennyiséget csökkentő természetes antikoaguláns, hasonlóan az általa ihletett warfarinhoz. Reduktázok gátlására is használatos biokémiai kísérletekben.
A dikumarol növényi és gombaeredetű természetes vegyület. Egy keserű ízű, édes illatú, a koagulációt nem befolyásoló anyag, a kumarin származéka, melyet a penészes anyagokon egyes gombák dikumarollá alakítják. A dikumarolt penészes, nedves szalmában fedezték fel egy marhákban előforduló természetes vérzéses betegség okaként.
1940-ben azonosították, és a 4-hidroxikumarinok alapvegyülete lett. A dikumarolt rövid ideig orvosi antikoagulánsként is használták, de az 1950-es évek óta felváltotta a warfarin és más 4-hidroxikumarinok.
Szájon át adják, és 2 napon belül hat.

## Használata
A dikumarolt a heparinhoz hasonlóan mélyvénás trombózis kezelésére használták. A heparinnal szemben hónapokig vagy évekig használható volt.

## Hatásmechanizmus
A 4-hidroxikumarinokhoz hasonlóan a K-vitamint megújító K-vitamin-epoxid-reduktáz kompetitív inhibitora, csökkentve az aktív K-vitamin mennyiségét, megakadályozva a trombin és néhány más koaguláns enzim aktív formájának létrejöttét. E vegyületek nem a K-vitamin közvetlen antagonistái, hanem csak csökkentik a K-vitamin mennyiségét, lehetővé téve annak használatát dikumarolmérgezés ellen. A K-vitamin hatása és a dikumarol toxicitása protrombinidőteszttel mérhető.

## Mérgezés
Túladagolása súlyos, akár halálos irányítatlan vérzést is okoz.
A dikumarol felel egy Észak-Amerikában előforduló betegségért, melyek a megevett takarmány és a penész hatóanyagát a bendőben felveszik.

## Története
A dikumarolt „vérzésokozó hatóanyagként” ismerték fel 1922-ben a penészes somkóró vérzésokozó hatásának megfigyelésével. 1941-ben kezdődött emberben a klinikai használata trombózisok megakadályozására, kezelésére, és 1944-ben vezették be a szívinfarktus hosszú távú profilaxisára. Antikoagulációs hatását 1942-ben írta le Jörgen Lehmann.
A dikumarolt Karl Paul Link izolálta a Wisconsini Egyetem laboratóriumában, 6 évvel azután, hogy egy gazda halott tehenet és koagulálatlan vért vitt be az egyetem mezőgazdasági kutatóállomására. A tehén halálának oka penészes somkóró okozta belső vérzés volt, mely az 1920-as években vált gyakoribbá, mivel a gazdák nem dobhattak ki penészes takarmányt. Link munkája révén kifejlesztették a patkányméreg warfarint és a ma is használatos antikoagulánsokat.

## Fordítás
- Ez a szócikk részben vagy egészben  a   Dicoumarol című angol Wikipédia-szócikk ezen változatának fordításán alapul.  Az eredeti cikk szerkesztőit annak laptörténete sorolja fel. Ez a jelzés csupán a megfogalmazás eredetét és a szerzői jogokat jelzi, nem szolgál a cikkben szereplő információk forrásmegjelöléseként.
- Ez a szócikk részben vagy egészben  a   Dicumarol című német Wikipédia-szócikk ezen változatának fordításán alapul.  Az eredeti cikk szerkesztőit annak laptörténete sorolja fel. Ez a jelzés csupán a megfogalmazás eredetét és a szerzői jogokat jelzi, nem szolgál a cikkben szereplő információk forrásmegjelöléseként.